# السرب 105 (إسرائيل)
تشكل السرب 105 التابع للقوات الجوية الإسرائيلية، المعروف أيضاً باسم سرب العقرب (بالعبرية:טייסת העקרב)، في ديسمبر 1950. ومنذ ذلك الحين عمل السرب بطائرات پي-51 موستانغ، داسو سوبر ميستير وإف-4 فانتوم الثانية. وحالياً يُحلق السرب بطائرات إف-16 دي في قاعدة حتسور الجوية.
خلال حرب 67، أجرى السرب 507 طلعة جوية. قُتل ستة طيارين خلال الحرب وأُسرّ واحد.
وقد فاز السرب بمسابقة التدريب الإسرائيلية «سكوير 2009».

## الطيران بالفانتوم
كان السرب 105 السرب الخامس والأخير في سلاح الجو الإسرائيلي الذي طار بطائرات إف-4إي (كورناس)، في حتسور في 31 مارس 1975، تحت قيادة شموئيل جوردون. تلقى سرب العقرب شحنات حصته من خلال عملية صدى السلام 5 (Peace Echo V)، حيث كان السرب يُحلق بأحدث طائرات القوات الجوية الإسرائيلية وأحدث نسخها، وسرعان ما أصبح أول سرب للقوات الجوية الإسرائيلية يستخدم صاروخ مضاد للإشعاعات من نوع إيه جي إم-78. طار السرب في أول مهمة قصف، ضد قواعد منظمة التحرير الفلسطينية في لبنان، في سبتمبر 1977. أجرى السرب 335 طلعة جوية خلال حرب لبنان 1982، غالباً في مهام إخماد الدفاعات الجوية للعدو (SEAD) وأدوار الدعم الجوي القريب، وشارك في عملية الحراقات 19. سجل السرب خلالها النصر الوحيد في الحرب للطائرة إف-4، عندما أسقط بن عامي بيري وديفيد أوكمان طائرة ميج-21 تابعة للقوات الجوية السورية في 11 يونيو. حُلّ السرب في 1987 بعد تخفيضات ميزانية القوات الجوية الإسرائيلية. كان طائرات الفانتوم التابعة للسرب 105 مميزة بسهم أحمر على جانبي جسم الطائرة، كا اللون في البداية أحمر قاتم ولكن في وقت لاحق أصبح أبيض مع خطوط حمراء.

## الكتب
- Klein، Andreas؛ Aloni، Shlomo (2009). Israeli Phantoms - The 'Kurnass' in IDF/AF Service - 1989 until Today. Erlangen, Germany: Double Ugly! Books. ISBN:978-3-935687-82-9.

## وصلات خارجية
- Global Security Profile